# Чемпионат мира по бобслею 1935
Чемпионат мира по бобслею 1935 — второй розыгрыш. Соревнования двоек прошли в австрийском городе Инсбрук, четвёрок — в швейцарском городе Санкт-Мориц. Санкт-Мориц уже принимал соревнования четверок на чемпионате в 1931.

## Соревнование двоек
| Медаль  | Команда                                          | Время |
| ------- | ------------------------------------------------ | ----- |
| Золото  | Швейцария (Рето Кападрутт, Эмиль Динер)          |       |
| Серебро | Чехословакия (Йозеф Ланзендорфер, Карел_Ружичка) |       |
| Бронза  | Италия (Маркиз Сфорца Бирвио, Карло Сольдини)    |       |

## Соревнование четверок
| Медаль  | Команда                                                                     | Время |
| ------- | --------------------------------------------------------------------------- | ----- |
| Золото  | Германия (Ханс Килиан, Александр Грубер, Герман фон Валта, Себастьян Хубер) |       |
| Серебро | Швейцария (Пьер Мюзи, Арнольд Гартман, Шарль Бувье, Йозеф Берли)            |       |
| Бронза  | Швейцария (Рето Кападрутт, Фриц Файерабенд, А. Ларди, Х. Тами)              |       |

## Медальный зачёт
| Место | Страна       | Золото | Серебро | Бронза | Всего |
| ----- | ------------ | ------ | ------- | ------ | ----- |
| 1     | Швейцария    | 1      | 1       | 1      | 3     |
| 2     | Германия     | 1      | 0       | 0      | 1     |
| 3     | Чехословакия | 0      | 1       | 0      | 1     |
| 4     | Италия       | 0      | 0       | 1      | 1     |